# Татарський театр опери та балету імені Муси Джаліля
Татарський академічний державний театр опери і балету імені  Муси Джаліля (ТАГТОіБ ім. М.Джаліля, тат. Муса Җәліл ісемендәге Татар Дәүләт Опера һәм Балет театри) — один з найбільших театрів  Росії. Розташований в столиці Татарстану, місті  Казані.

## Історія

### До 1917 року
Початок загальнодоступних театральних вистав в Казані офіційно відносять до 1791 г. Спочатку спектаклі проходили в гімназичному театрі, який мав спеціально обладнаний зал на 400 місць. Власне будівлю театру було зведено в 1803 г. (дерев'яний театр на кам'яному фундаменті) на місці нинішнього будинку театру.
Пожежа 1842 р знищила майже все місто, відомостей про театральні будівлі тих років майже не збереглося. Вистави йшли в приватних будинках. У 1845 р почалася закладка першого кам'яного будинку театру. Нова червона цегляна будівля стояла на місці нинішнього скверу на Площі Свободи, який в той час був Театральною площею. Перші вистави почали давати в 1851 р. У Казані становлення оперного справи має глибоке коріння: опера завжди співіснувала з драмою і оперетою. Завжди виступали заїжджі оперні трупи, частіше італійські.
Але постійні оперні сезони розпочалися в антрепризу П. М. Медведєва в 1874 р. 26 серпня 1874 р. вперше повністю артистами казанської оперної трупи була дана опера М. І. Глінки «Життя за царя», ця дата вважається датою початку постійних оперних сезонів в Казані.
У ніч на 4 грудня 1874 р. будівля театру згоріла. Стаціонарна будівля Казанського театру, заново відбудована в 1875 р. після пожежі 1874 р., існувала на місці нинішнього скверу на Площі Свободи до пожежі 1919, після чтого не відновлювалася.

### Радянський період
У 1934 р РНК ТАССР було прийнято постанову про створення в Казані Татарського державного оперного театру (саме оперного, а не опери і балету). 17 червня 1939 р. театр відкрився оперою Назіб Жиганова «Качкин». Своєї будівлі у театру не було, і спектаклі йшли на сценах інших театрів. Зведення будівлі почалося в 1936 р. за проєктом московського архітектора Скворцова (за іншими даними, головним архітектором був репресований в 1937 р. Микола Круглов). Надалі казанський архітектор  Ісмагил Гайнутдинов вніс в проєкт корективи. У зв'язку з початком німецько-радянської війни будівництво нового великого будинку театру затягнулося на 20 років і було завершено з використанням праці німецьких військовополонених тільки до середини 1950-х років. 28 вересня 1956 року нове приміщення театру на площі Свободи було урочисто відкрито оперою М. Жиганова «Алтинчеч». В цьому ж році театру було присвоєно ім'я Героя Радянського Союзу  Муси Джаліля. До війни відомий татарський поет, який загинув у нацистському полоні, завідував в театрі літературною частиною.
10 лютого 1941 в зв'язку з організацією при Татарському державному оперному театрі балетного колективу Рада Народних Комісарів Татарської АРСР прийняла постанову про зміну назви театру. Він став називатися  'театр опери і балету' .
У червні 1957 р. Татарський державний театр опери і балету ім. М. Джаліля взяв участь в Декаді татарського мистецтва і літератури в Москві. Наступний виїзд до Москви відбувся в липні 1986 р. Це були великі гастролі театру, які тримали чудові відгуки.
У 1988 р. театру було присвоєно звання «Академічний».
По різні боки від будівлі театру встановлені пам'ятники —  Пушкіну (по  вулиці Пушкіна) і  Тукаю (по  Театральній вулиці). Фронтон будівлі виходить на площу Свободи. Зі зворотного боку розбитий невеликий сквер з фонтаном і квітниками.

## Сучасність

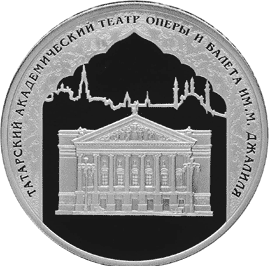
Татарський академічний державний театр опери і балету імені Муси Джаліля. Монета Банку Росії — Серія: «Пам'ятки архітектури Росії», 3 рубля, срібло, 2005 рік

Формування репертуару театру відбувається за принципом антології. В її структуру входять шедеври світового музичного театру, російська класика, а також видатні твори композиторів Татарстану. З 2001 р. художнє керівництво почало здійснювати активні творчі пошуки і в інших напрямках, що кардинально відрізняються від звичного академічного стилю. Йдеться про ряд міжнародних проєктів, здійснення яких дозволяє театру перебувати в руслі новітніх тенденцій сучасного світового музичного театру.
З 1994 року театр щорічно проводить міжнародні турне по країнах Західної та Східної Європи (Велика Британія, Німеччина, Австрія, Швеція, Швейцарія, Люксембург, Нідерланди, Португалія, Данія, Франція та ін.), В ході яких представляє зарубіжної публіці всі оперні та балетні прем'єри театру, даючи понад 100 вистав на рік.
Особливістю адміністративно-художньої структури театру є відмова від інституту «головних» (режисер, балетмейстер, художник), завдяки чому театру ось уже багато років вдається уникати зіткнень творчих амбіцій, в тому числі монополії «головних», що не пускають на свою територію конкурентів. У театрі, одному з перших в країні, були введені посади художнього керівника опери та художнього керівника балету, які не є постановниками, але проводять в життя художню і адміністративну політику театру.
Завдяки наявній формі організації роботи в театрі його художні кордону значно розширюються, від чого виграє, в першу чергу, глядач, бо він отримує можливість побачити і почути найкраще, що відібрано часом, а саме, оперні та балетні шедеври. Завдяки введенню в 1990 р контрактної системи з її жорсткою конкуренцією і можливістю широко використовувати практику запрошення гастролерів, а також поспектакльной оплати праці (індивідуальний гонорар за окрему партію плюс гарантований оклад), театр не тільки зміг уникнути посереднього рівня виконання і, відповідно, порожніх глядацьких залів — долі багатьох російських театрів, а й досяг того рівня, при якому жоден спектакль сьогодні, не виключаючи і національного репертуару, не проходить без участі гастролерів. Крім того, жоден спектакль не проходить і двічі в одному і тому ж складі, завдяки чому вдається підтримувати прем'єрний рівень всіх постановок театру і уникнути їх розподілу на подієві і рядові.
Згідно з дослідженнями журналу «FORBES» (жовтень 2009), Татарський академічний державний театр опери і балету ім. М.Джаліля — другий за показником заповнюваності залу в Росії (93 %), він поступається пальму першості лише Маріїнському театру Санкт-Петербурга.

## Фестивалі
ТАГТОіБ ім. М. Джаліля є місцем проведення великих міжнародних фестивалів — оперного ім.  Ф. І. Шаляпіна (з 1982), класичного балету ім.  Р. Нурієва (існує з 1987, з 1993 носить ім'я Нурієва), а також ряду інших культурних заходів федерального, республіканського і міського значення.

### Міжнародний оперний фестиваль імені Федора Івановича Шаляпіна
Перший фестиваль відбувся в 1982 році з ініціативи директора театру  Рауфаля Мухаметзянова і мав статус республіканського (в його програму входили тільки спектаклі шаляпінского репертуару). У 1985 році він став всеросійським, з 1991 році — міжнародним. За ці роки значно розширився репертуар фестивалю і збільшилася кількість його учасників. Взяти участь у фестивалі вважають за честь провідні солісти найбільших театрів Росії, відомі зарубіжні виконавці і диригенти. У різні роки в фестивальних виставах виступали солісти Большого театру  А.Ейзен,  О. Ведерніков,  О. Масленников, В. Верестніков,  В. Пьявко,  І. Архипова,  Ю. Мазурок, Т. Ерастова,  Т. Синявська, А. Ломоносов, В. Кудряшов; солісти Маріїнського театру Н.Охотніков, Ю. Марусін, Б. Мінжілкіев, В. Огновенко, О. Кондіна, Г. Беззубенков,  І. Богачова, Л. Філатова, В. Ванєєв, Ю. Шкляр, В. Черноморцев, А. Агади,  А. Шагімуратова, зарубіжні співаки  Рене Папі, Мельба Рамос і ін., Диригенти  Валерій Гергієв,  Михайло Плетньов,  Гінтарас Рінкявічус,  Ренат Салаватов та інші. Фестиваль проходить щорічно, в лютому місяці.

### Міжнародний фестиваль класичного балету імені Рудольфа Нурієва
Перший фестиваль відбувся в 1987 році. Фестиваль названий ім'ям танцівника з особистої згоди Рудольфа Нурієва, який відвідав Казань в 1992 р Пройшовши шлях від Всеросійського до Міжнародного, завойовуючи з кожним роком все більшої популярності, фестиваль зараз є однією з візитних карток музично-театрального Татарстану і значною подією в культурному житті Росії і Європи. Гостями фестивалю в різний час були  В. Васильєв,  Е. Максимова, Г. Комлева, Н. Долгушин,  Н. Грачова, К. Кирб, Л. Кунакова, Н. Павлова,  Т. Чернобровкина, Н. Ледовська,  Ілзе Лієпа, П. Скірмантас, І. Валекайте, Е. Шпокайте,  Т. Кладнічкіна, В. Григор'єв,  А. Дорош, Л. Шипуліна, Е. Князькова, І. Шапчица (Зав'ялова),  Уляна Лопаткіна, Ю. Махаліна,  Т. Голякова,  С. Захарова,  Микола Цискарідзе та ін.

## Колектив

### Головні диригенти театру
- 1972—1979 — Ілмар Лапіньш
- 1979—1983 —  Віталій Куценко
- 1996—2003 —  Ігор Лацанич
- З 2003 —  Ренат Салаватов

### Солісти театру
- Альмеєв Усман Гафіятович (1938—1958)
- Аббасов Азат Зіннатовіч (1950—1990)
- Астаф'єва Віра Леонідівна (1895—1896)
- Булатова Муніра Закирівна (1939—1978)
- Бігич Хайдар Аббясович (1977—1998)
- Васько Геннадій Іванович (1973—1980)
- Ішбуляков, Ідеал Давлетович (1956—1988)
- Рахманкулова Мар'ям Маннановна (1939—1960)
- Насретдінов Фахрі Хусаінович (1939—1986)
- Хісматулліна Зулейха Гатауллівна (1945—1976)
- Даутов Ніяз Курамшевич (1956—1960)
- Шаріпова Венера Гареєвна (1950—1972)
- Борисенко Юрій Володимирович (1973—2016)
- Васильєв Володимир Михайлович (з 2006)
- Кайбицька Галія Мутигуллівна (1938—1958)
- Протасова Венера Юсупівна (з 2013)

## Інше
У театру проводяться щорічні літературні свята на відкритому повітрі: біля пам'ятника Тукан — в день народження поета, біля пам'ятника Пушкіну — в день слов'янської писемності. Ірина Хакімова започаткувала традиції проведення творчих вечорів на сцені Татарського оперного театру із запрошенням провідних солістів балету найбільших театрів Росії.